# Лаврентьев, Михаил Афанасьевич
Михаил Афанасьевич Лаврентьев (25 сентября 1899 года, Санкт-Петербург — 14 июля 1984 года, Минск) — советский военный деятель, Генерал-майор (1944 год).

## Начальная биография
Михаил Афанасьевич Лаврентьев родился 25 сентября 1899 года в Санкт-Петербурге.

## Военная служба

### Первая мировая и гражданская войны
В марте 1919 года был призван в ряды РККА и направлен красноармейцем в 1-й Петроградский конный полк, в сентябре того же года преобразованный в 1-й Петроградский стрелковый. В мае 1920 года был переведён красноармейцем отряда по борьбе с дезертирством в составе 15-й армии. Принимал участие в боевых действиях на Южном и Западном фронтах.
В октябре 1920 года был направлен на учёбу во 2-ю Петроградскую кавалерийскую школу, после окончания которой в сентябре 1922 года был назначен на должность командира взвода и полуэскадрона бригадной школы 3-й отдельной кавалерийской бригады.

### Межвоенное время
В августе 1924 года был назначен на должность начальника полковой школы, а затем — на должность помощника командира пулемётного эскадрона 44-го кавалерийского полка (Северокавказский военный округ). С июня 1925 года служил в составе 88-го кавалерийского полка на должностях командира сабельного эскадрона, начальника полковой школы и помощника начальника штаба полка.
В январе 1928 года Лаврентьев был назначен на должность помощника начальника оперативной части штаба 11-й кавалерийской дивизии, а в апреле 1929 года — на должность начальник штаба 67-го кавалерийского полка в составе этой же дивизии.
В феврале 1930 года был направлен на учёбу в Военную академию имени М. В. Фрунзе, после окончания которой в июле 1932 года был назначен на должность начальника службы тыла 2-й механизированной бригады, в апреле 1936 года — на должность командира отдельного учебно-танкового батальона (Забайкальский военный округ), в августе 1937 года — на должность начальника автобронетанкового отдела оперативной группы этого же округа, а в декабре вновь был назначен на должность командира отдельного учебно-танкового батальона.
В октябре 1938 года был направлен на учёбу в Академию Генштаба РККА, после окончания которой в июле 1940 года был назначен на должность старшего помощника начальника Дальневосточного отдела Оперативного управления Генштаба РККА.

### Великая Отечественная война
В июле 1941 года был назначен на должность начальника отдела устройства тыла, снабжения и дорожной службы штаба Уральского военного округа, в августе 1942 года — на должность начальника оперативного отдела штаба 8-й резервной армии, которая вскоре была преобразована в 66-ю армию и участвовала в боевых действиях во время Сталинградской битвы.
В феврале 1943 года был назначен на должность начальника штаба 25-го стрелкового корпуса, который принимал участие в боевых действиях во время Орловской, Брянской и Гомельско-Речицкой наступательных операций. С 24 по 27 декабря 1943 года Лаврентьев исполнял должность командира этого же корпуса, затем вновь был начальником штаба этого корпуса, который принимал участие в ходе Бобруйской наступательной операции и освобождении Бобруйска. К концу августа 1944 года корпус после трёхдневных боевых действий разгромил группировку противника в районе Барановичей.
В сентябре 1944 года был назначен на должность заместителя начальника штаба 1-го Белорусского фронта по организационно-мобилизационным вопросам.

### Послевоенная карьера
После окончания войны генерал-майор Лаврентьев находился на прежней должности в составе Группы советских войск в Германии, а в августе 1949 года был назначен на должность заместителя по организационно-мобилизационным вопросам начальника штаба Белорусского военного округа.
Генерал-майор Михаил Афанасьевич Лаврентьев в июне 1952 года вышел в запас. Умер 14 июля 1984 года в Минске.

## Награды
- Орден Ленина;
- Три ордена Красного Знамени;
- Орден Кутузова 1 и 2 степени;
- Орден Богдана Хмельницкого 2 степени;
- Орден Отечественной войны 2 степени;
- Медали
- иностранные орден и медали.